# Tarnobrzeski Okręg Przemysłowy

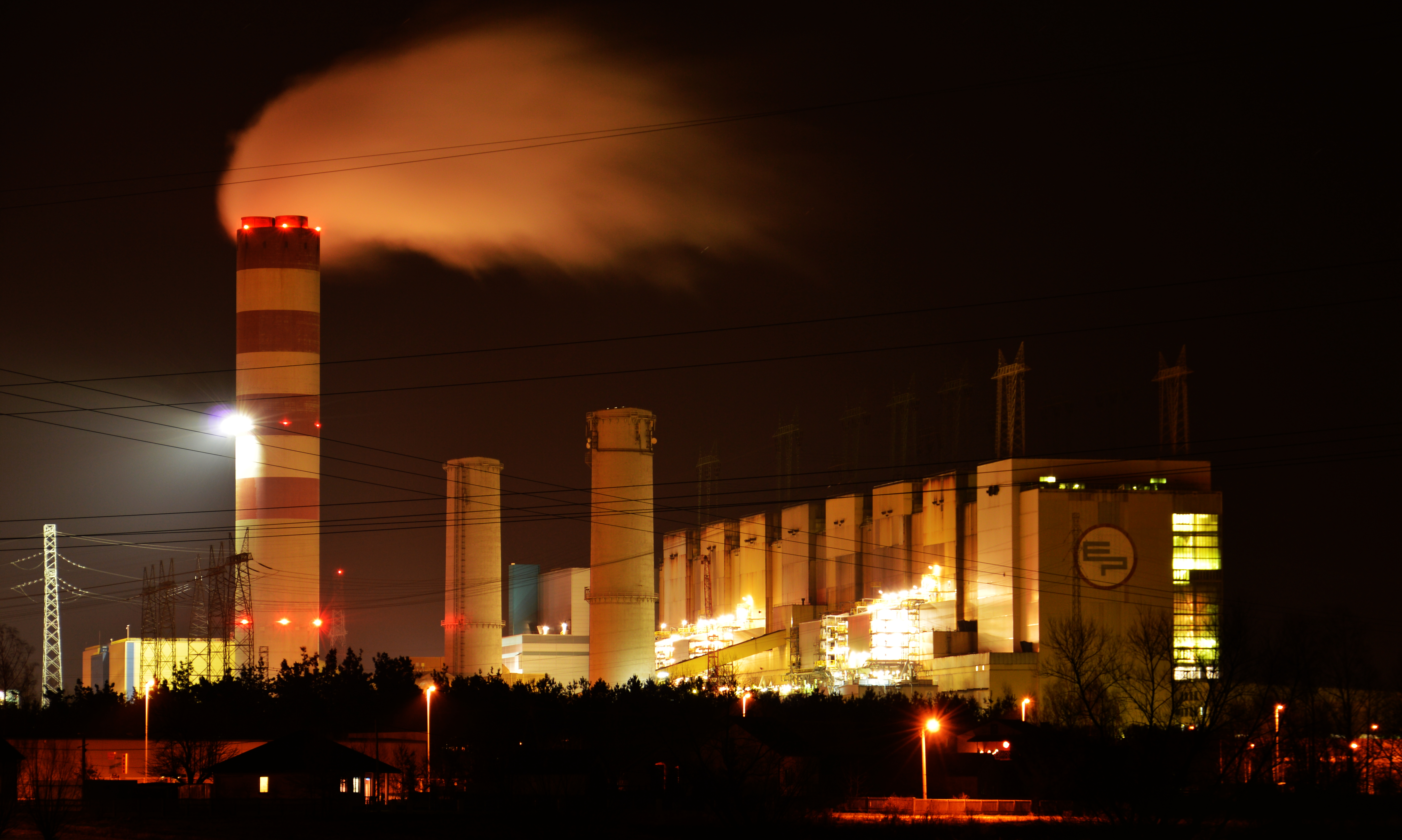
Elektrownia Połaniec, fot. 2013

Tarnobrzeski Okręg Przemysłowy – okręg przemysłowy na granicy województw świętokrzyskiego i podkarpackiego, a czasem także dodawane jest województwo lubelskie (Janów Lubelski), co sprawia, że zasięg okręgu przemysłowego silnie utożsamiany jest z obszarem dawnego województwa tarnobrzeskiego. 

## Historia
Początki Okręgu przypadają na dwudziestolecie międzywojenne, kiedy powstała idea Centralnego Okręgu Przemysłowego, dzięki której powstało miasto Stalowa Wola i huta wybudowana w latach 1936-1938. Po II wojnie światowej hutę odbudowano i rozbudowano. W 1953 w okolicach Tarnobrzega odkryto bogate złoża siarki, dzięki czemu powstało Tarnobrzeskie Zagłębie Siarkowe. W 1958 powstała pierwsza kopalnia w okolicach wsi Piaseczno, zastosowano w niej metodę odkrywkową i podziemnego wytopu. W 1960 uruchomiono kombinat siarkowy w Machowie, a w 1969 rozpoczęła pracę kopalnia w Grzybowie z zastosowaniem po raz pierwszy w Europie systemem podziemnego wytapiania siarki, metodę tę zastosowano również w Jeziórku. W 1965 rozpoczęła wytop huta szkła płaskiego w Sandomierzu. W latach 90. XX wieku, w związku z przemianami gospodarczymi, załamaniem się rynku przemysłu ciężkiego i likwidacją kopalń siarki znaczenie okręgu zmalało. W celu zmniejszenia skutków społecznych załamania Zagłębia Siarkowego powołano Tarnobrzeską Specjalną Strefę Ekonomiczną.

## Zasięg
Głównymi ośrodkami okręgu są miasta: Stalowa Wola (Huta, Elektrownia), Tarnobrzeg (Siarkopol, Elektrownia), Sandomierz (Huta), Nisko, Staszów, Janów Lubelski, Gorzyce, Połaniec (Elektrownia), Grzybów (kopalnia siarki), Jeziórko (kopalnia siarki), Skopanie (fabryka firanek). Czasem w jego skład dodaje się: Mielec. Błędem jest zaliczanie Ostrowca Świętokrzyskiego, który to jest częścią Staropolskiego Okręgu Przemysłowego.

## Turystyka
Nowym pomysłem na ożywienie regionu jest promocja turystyki (w tym turystyki religijnej) i kreacja nowych miejsc pracy opartych na usługach. Ważnymi ośrodkami są: Sandomierz, Baranów Sandomierski, Opatów, Tarnobrzeg, Koprzywnica, Klimontów, Ujazd (Krzyżtopór). Większość inwestycji związana jest z rewitalizacją obiektów historycznych, tworzeniem szlaków turystycznych i pielgrzymkowych (np: Małopolska Droga św. Jakuba) oraz wykorzystaniem terenów poprzemysłowych na cele rekreacyjne (Jezioro Tarnobrzeskie). Określenie Tarnobrzeski Okręg Przemysłowy coraz bardziej staje się określeniem historycznym.